# Alcuni giorni in settembre
Alcuni giorni in settembre (Quelques jours en septembre) è un film del 2006 diretto da Santiago Amigorena.